# Vi presento Toni Erdmann
Vi presento Toni Erdmann (Toni Erdmann) è un film del 2016 diretto da Maren Ade. Il film è stato presentato in concorso al Festival di Cannes 2016 ed ha ottenuto una nomination agli Oscar per la categoria Miglior film straniero.

## Trama
Winfried Conradi è un insegnante di musica di Aquisgrana, divorziato e con la passione per gli scherzi e i travestimenti. Dopo la morte del suo amato cane, decide di riallacciare i rapporti con sua figlia Ines, alle prese con una carriera nel campo della consulenza aziendale e che sembra avere poco tempo per la famiglia e soprattutto per suo padre. Ines si trova da circa un anno a Bucarest, dove si occupa di un progetto di outsourcing per conto di un'azienda petrolifera tedesca, il cui coronamento le permetterebbe l'agognato trasferimento a Shanghai. Winfried decide quindi di recarsi in Romania, cercando di fare una sorpresa alla figlia.
Dopo diverse ore passate in attesa nella hall di un complesso di uffici in cui lavora Ines, questa finalmente appare, accompagnata da alcuni membri del consiglio aziendale del suo cliente. Appena scorge la figlia, Winfried si camuffa con gli occhiali da sole e con dei denti finti che porta sempre con sé, avvicinandosi alla donna e ai suoi accompagnatori e simulando indifferenza nascosto dietro un giornale. Ines però, pur avendolo riconosciuto, ignora completamente il padre, anche se poco dopo invia una sua collaboratrice a comunicargli che lo incontrerà brevemente dopo il lavoro.
La stessa sera Winfried accompagna Ines alla reception dell'ambasciata americana a Bucarest. Qui i due incontrano Henneberg, l'amministratore delegato della compagnia petrolifera tedesca con la quale Ines sta cercando di ottenere un contratto di consulenza. Ines cerca di ottenere l'attenzione di Henneberg, ma quest'ultimo la liquida senza troppi riguardi. Winfried dice scherzosamente ad Henneberg di aver assunto una figlia sostitutiva "per farsi tagliare le unghie dei piedi", perché Ines è sempre occupata. Henneberg invita però Winfried e Ines a bere in un altro bar, insieme al suo seguito, ma poi tratta bruscamente Ines e prende in giro Winfried per la battuta bizzarra con cui l'aveva approcciato poco prima.
Dopo alcuni giorni, Ines si dimostra sempre più insofferente nei confronti del padre, ritenuto d'intralcio al suo lavoro. Sempre più consumata dallo stress del lavoro, la ragazza si abbandona ad un lungo sonno, perdendo così un importante incontro col suo cliente. Al risveglio Ines incolpa il padre per non averla svegliata prima e tra i due avviene una rottura. Winfried, sentendosi alienato e non voluto, prende un taxi per l'aeroporto per tornare in Germania; nei giorni seguenti la donna tiene la sua presentazione, riuscendo a convincere Henneberg ad accettare il suo progetto.
Alcuni giorni dopo la partenza di Winfried, Ines organizza una serata con due amiche in un bar. Un uomo si avvicina ad Ines ed alle sue amiche, presentandosi come 'Toni Erdmann'; è Winfried, camuffato con una parrucca e con i soliti denti finti. Le amiche di Ines intavolano una conversazione con Erdmann, che dice loro di essere un life coach in visita a Bucarest per partecipare ai funerali della tartaruga di un suo amico, ironizzando così sulle parole infelici pronunciate poco prima da Ines, che si lamentava proprio con le amiche del comportamento tenuto pochi giorni prima dal padre, atteggiamento secondo la figlia dovuto al dolore causato dalla morte del suo vecchio cane.
Winfried continua nei giorni successivi ad intrufolarsi alle feste o agli incontri di lavoro di Ines, vestendo sempre i panni di Erdmann. All'inizio Ines è arrabbiata con il padre per le sue continue incursioni, ma con il passare del tempo comincia ad apprezzare il valore degli interventi dell'uomo, all'apparenza bizzarri e insensati, ma che in qualche modo iniziano a dare una scossa alla sua piatta e insoddisfacente vita lavorativa, inframmezzata dal ricorso alla cocaina e da una vita sessuale a sua volta noiosa, asettica e tristemente influenzata dai ritmi stancanti del lavoro.
Erdmann accompagna Ines ad una festa con i suoi colleghi, durante la quale si presenta a due signore rumene come l'ambasciatore tedesco e spaccia la figlia per la sua segretaria. Ines, seppur titubante, continua a farsi accompagnare dall'uomo ai suoi appuntamenti di lavoro; al termine di un lungo incontro di lavoro presso un sito di estrazione petrolifera, Winfried decide di condurre Ines ad una festa pasquale organizzata dalle rumene conosciute qualche giorno prima, durante la quale invita la figlia a cantare una canzone per gli ospiti della festa. Ines, pur riluttante, si esibisce in una potente performance di Greatest Love of All di Whitney Houston, ma, dopo l'esibizione, scappa, lasciando da solo il padre.
Tornata nel suo appartamento, Ines si prepara ad ospitare un brunch per il suo compleanno pensato per il suo gruppo di lavoro al fine di consolidare lo "spirito di squadra". Poco prima dell'arrivo dei primi ospiti, Ines si trova in difficoltà con un vestito troppo stretto e si rende conto che anche le scarpe non corrispondono alla sua misura. Tenta allora in maniera impacciata di cambiarsi velocemente d'abito quando però suona il campanello. In preda allo sconforto, Ines decide improvvisamente di aprire la porta indossando solo le mutande. Il primo ospite è la sua amica Steph, la quale, sorpresa per l'insolita accoglienza, si offre di aiutarla a vestirsi. Ines si rifiuta e quando arriva il secondo ospite, il suo capo, si toglie spontaneamente anche le mutande, presentandosi nuda alla porta, e dicendo che al suo brunch di compleanno saranno accettati solo ospiti senza vestiti.
Mentre Steph se ne va, cominciano a giungere gli altri ospiti, che si dimostrano sconcertati per la scelta di Ines, sino ad allora ritenuta una persona molto seriosa. La festa diventa così sempre più imbarazzante, fino a quando Winfried non arriva travestito con un costume kukeri bulgaro, che inizialmente spaventa Ines e gli altri ospiti, rendendo l'atmosfera ancor più surreale. Ancora avvolto nel suo ingombrante travestimento, Winfried esce improvvisamente di casa, ma Ines decide di seguirlo, indossando solo una vestaglia. Dopo un breve inseguimento, Ines chiama a gran voce il padre, giunto in mezzo a un parco pubblico, lo abbraccia e condivide con lui un tenero istante di intimità.
Mesi dopo Ines torna in Germania per il funerale di sua nonna. La donna ha appena lasciato il lavoro a Bucarest e inizierà a breve un nuovo lavoro a Singapore. Mentre fa una chiacchierata con Winfried nel giardino, Ines afferra i finti denti dalla tasca della camicia di suo padre e li indossa, abbandonando finalmente il suo atteggiamento rigoroso e austero. Il padre apprezza il gesto della figlia e le dice che vuole scattare una foto e va a prendere la sua macchina fotografica, lasciandola da sola nel giardino.

## Riconoscimenti
- 2017 - Premio Oscar
  - Candidatura per il Miglior film straniero
- 2017 - Golden Globe
  - Candidatura per il Miglior film straniero
- 2016 - European Film Award
  - Miglior film
  - Miglior regista a Maren Ade
  - Miglior attrice a Sandra Hüller
  - Miglior attore a Peter Simonischek
  - Miglior sceneggiatura a Maren Ade
- 2016 - Festival di Cannes
  - Premio Fipresci
  - Candidatura per la Palma d'oro
- 2018 - Premio Goya
  - Candidatura per il Miglior film europeo